# Matthias Jouan
Pour les articles homonymes, voir Jouan.
Matthias Jouan, né le 4 février 1984 à Caen, est un footballeur français. Il évolue au poste de milieu de terrain.

## Biographie
Jouan intègre le centre de formation du SM Caen. Il y dispute notamment la finale de la Coupe Gambardella en 2001 (aux côtés de Jérémy Sorbon, Ronald Zubar, Bruno Grougi, Reynald Lemaitre, Benoît Lesoimier...) et participe à son premier match de première division en 2004-2005, le soir d'une sévère défaite sur le terrain de l'AS Saint-Étienne.
Milieu axial gaucher, plus technique que physique, il ne signe pas de contrat professionnel avec Caen et part en CFA, à l'USON Mondeville, en banlieue de Caen, puis à Jura Sud Foot et à l'US Quevilly. En 2009, il est recruté par le FC Rouen, le club voisin, promu en National. Utilisé au poste d'ailier gauche, il est titulaire mais malgré une saison pleine achevée sur un maintien, il retourne à Quevilly en fin de saison, avec lequel il retrouve le National en 2011. 
Lors de la saison 2011-2012 il réalise avec son club un étonnant parcours en Coupe de France, au cours duquel ils éliminent l'Olympique de Marseille puis le Stade rennais au stade Michel-d'Ornano, l'enceinte de son club formateur. Pendant ces matchs, Jouan évolue comme milieu axial, distribuant le jeu de son équipe. Il participe à la finale face à l'Olympique lyonnais, où y réalise une prestation remarquée par les observateurs.
Il signe ensuite à l'US Carquefou pour la saison 2012-2013, où il sera titulaire, pour disputer 37 matchs en National. Au mois d'août 2013, il revient sur ses terres en s'engageant avec son ancien club, le FC Rouen, alors relégué administrativement en division d'honneur après le dépôt de bilan du club.
Il rejoint ensuite le club de l'US Granville (CFA 2) où il joue en tant que capitaine de l'équipe. À la suite de sa dernière saison (2016-2017), il intègre le staff de formation d'équipe granvillaise et devient l'entraîneur de plusieurs équipes de jeunes et également de l'équipe réserve, avant de prendre seul en charge l'équipe première évoluant en National 2 lors de la saison 2024-2025.

## Carrière senior
- 2004-2005 : SM Caen ( France) (L1, 1 match)
- 2005-2006 : USON Mondeville ( France) (CFA)
- 2006-2007 : Jura Sud Foot ( France) (CFA)
- 2007-2009 : US Quevilly ( France) (CFA)
- 2009-2010 : FC Rouen ( France) (National, 37 matchs, 4 buts)
- 2010-2012  : US Quevilly ( France) (CFA puis National[5], 66 matchs, 12 buts)
- 2012-2013 : US Carquefou ( France) (National, 37 matchs)
- 2013-2014 : FC Rouen ( France) (DH)
- 2014-2017 : US Granville ( France) (CFA 2 et CFA)

## Palmarès
- Finaliste de la Coupe Gambardella 2000-2001 (SM Caen)
- Finaliste de la Coupe de France de football 2011-2012 (US Quevilly)